# Dízelvontatás Franciaországban

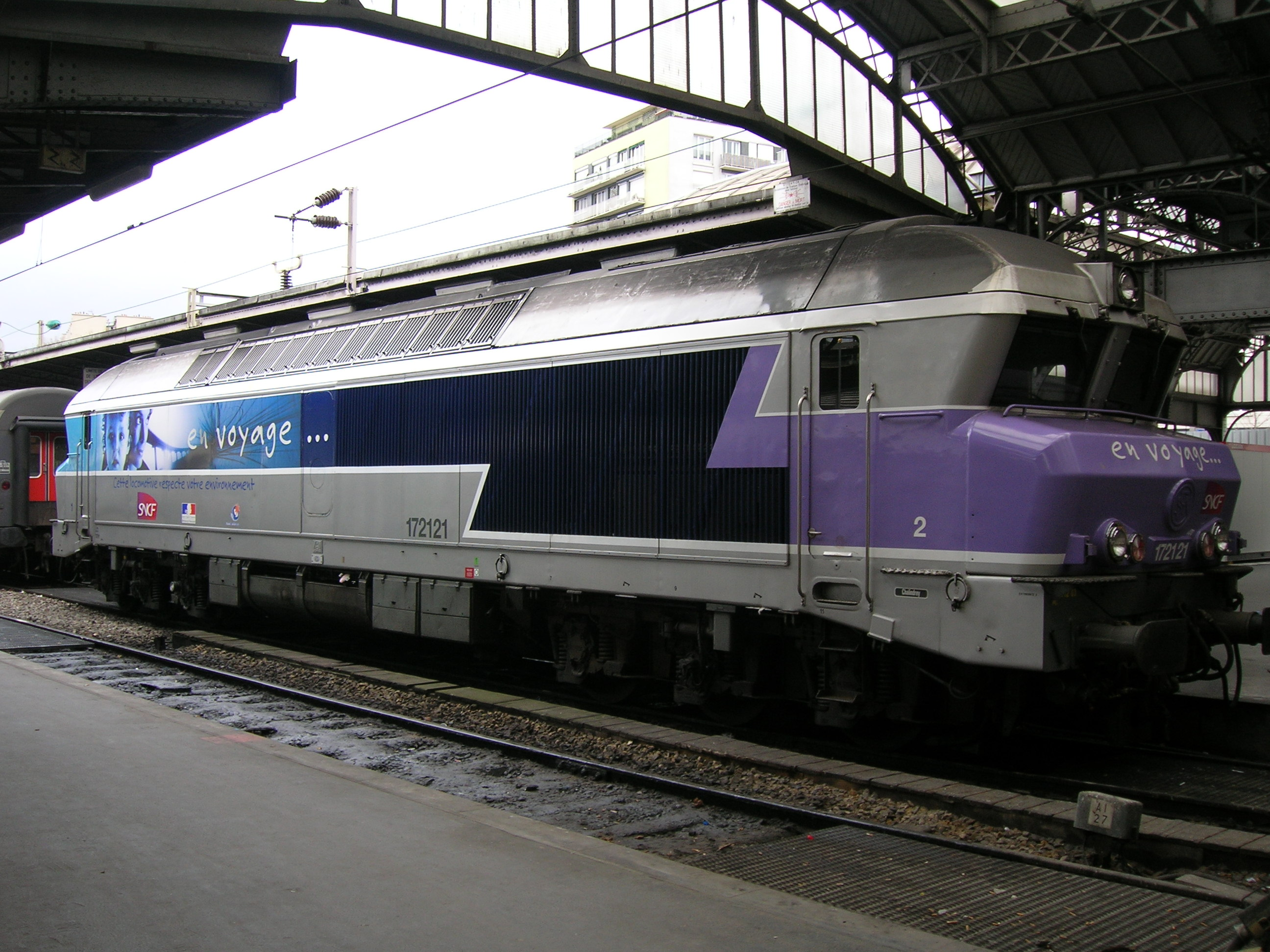
SNCF CC 72100, egy nagyteljesítményű francia dízelmozdony

Ez a szócikk a francia vasúti dízelvontatás 1930 és 2000 közötti 70 évét mutatja be.
A vasúti dízelvontatás történetét az egyes országok vasútjának körülményei nagymértékben befolyásolják. Franciaországban a dízelvontatás azoknak a pénzügyi és gazdasági adottságoknak jegyében született, melyekre a technikának a teljesítmények, a rendelkezésre-állóság mértéke, a hatásfok és a megbízhatóság tekintetében kellett választ adni. Új országokban a dízelüzem szabadon terjeszkedhet, Franciaországban azonban azokkal a vontatási nemekkel kellett nehéz küzdelmet folytatni, melyek helyére a dízelüzem lépni kívánt.

## A kezdetek
A francia dízelüzem első jelentős kezdetei két válságidőszakra nyúlnak vissza. Az 1930-as évek nagy gazdasági világválsága idején az első könnyű dízelmozdonyok és motorkocsik prototípusai még szinte jelentéktelen mellékszereplői voltak a vasútüzemnek; az 1960-as években ugyan már léteztek nagyobb dízeljárművek, de ekkor az a veszély fenyegetett, hogy az automobilizáció a vasutakat teljesen háttérbe szorítja majd.
Az egykori egyik nagy francia magánvasút, a PLM (Paris–Lyon–Midi) 1932-ben négy különböző tengelyelrendezésű (B1B, 1D1, BB, AIA-AIA) dízel-elektromos vonali mozdonyt szerzett be, melyek teljesítménye 600 LE (441 kW), tengelyterhelése, 18 tonnánál nem nagyobb volt. A Társaság 1933-ban, az akkor még francia fennhatóság alá tartozó Algériában levő vonalára épített 930 LE (684 kW) teljesítményű mozdonnyal a Párizs - Marseille vonalon próbameneteket végzett, ahol a mozdony 120 km/h csúcssebességet ért el és 95,8 km/h utazási sebességet teljesített. Ezzel azt is bizonyították, hogy a dízelmozdony nemcsak iparvasúti vagy tolatószolgálatra lehet alkalmas.
1935-ben két, egyenként 3235 kW mozdony készült, szolgálati tömegük 230 t volt, de még mindig könnyebbek voltak, mint a PLM hasonló szolgálatra használt gőzmozdonyai. Az egyik mozdony Fives-Sécheron elektromos erőátvitelét 4 db SGCM motor, a másik Jeumont erőátvitelét pedig 2 db Sulzer-CCM motor hajtotta meg. E mozdonyok az SNCF-nél 1956-ig voltak szolgálatban, s további beszerzésüket csak a második világháború akadályozta meg; a Párizs – Földközi-tenger vonalon 130 km/h max. sebességgel továbbítottak 600 t-s nehéz gyorsvonatokat.
1938 és 1949 között az SNCF járműparkja 10%-kal csökkent, a francia közúti gépjármű állomány viszont 62%-kal növekedett. A Vasút veszteséges volt, s a veszteség egyik fő oka a gőzüzem drága szénimportja volt. Fontossá vált tehát egy, esetleges dízelüzem gazdaságosságának a vizsgálata.
Egy 1952. évi vizsgálat kimutatta:
- a hatásfok összehasonlíthatatlanul jobb,
- az üzemanyag megtakarítás a piaci helyzettől függ,
- a motor könnyen indítható és állítható le, s ez tolatószolgálatban nagy előnyt jelent,
- az üzemanyag könnyen szállítható, tárolható és kezelhető,
- a mozdonyok üzemanyag-vételezése könnyű és egyszerű berendezésekkel lehetséges,
- csekély üzemanyag-fogyasztás,
- egyszemélyes vezetés lehetősége,
- egyszerű kezelés és rövid leállítási periódusok.

1946-ban 100 db, AIA-AIA tengelyelrendezésű, 110 t szolgálati tömegű, 540 kW teljesítményű, Baldwin-mozdonyt importáltak Amerikából. Ezek az - európai viszonyok számára idegen, de rendkívül megbízható és robusztus - mozdonyok tolató és körvasúti tehervonati szolgálatot teljesítettek és jól beilleszkedtek a nehéz tolató gőzmozdonyparkba. 1950-ben 375 kW teljesítményű, C tengelyelrendezésű, könnyű tolatómozdonyok (a későbbi 61000 sorozat) is megjelentek, melyek 60 km/h-ig terjedő vonali szolgálatra is alkalmasak voltak.
1946-ban egy akkor korszerűnek számító nagy, vonali dízelmozdony beszerzési ára egy összehasonlítható villamosmozdony árának a fele volt. Hasonló teljesítményű gőzmozdony a dízeléhez esett közel. Ennek ellenére egy, - a dízelüzem esetleges rentabilitását tárgyaló - AICC-konferencián úgy vélekedtek, hogy az SNCF villamosítási programjára és a rendelkezésre álló gőzmozdonyparkra való tekintettel az SNCF nem foglalkozik a fővonalak dízelesítésével. A dízelesítésről egyelőre csak motorkocsiknál, tolató- és könnyű tehervonati mozdonyos üzemben lehet szó.
Az 1950-es években a szállítási igények növekedtek és ezért a vontatási teljesítményigény egyre jelentősebbé vált. A korszak dízelmozdonyai számos előnyük (a gyors üzembe helyezhetőség, egyemberes kezelés, olcsóbb infrastruktúraigény) ellenére krónikus teljesítményhiányban szenvedtek. (nem véletlenek az amerikai többrészes dízelmozdonyok). Akkoriban fejlesztette ki a híres mozdonytervező André Chapelon nagyszerű gőzmozdonyait, melyek teljesítménye, a korabeli villamosmozdonyokkal is csaknem állta a versenyt. Ebben - a vasutak jövője szempontjából egyébként bizonytalan - időszakban viszont nagy előnye volt a dízelüzemnek viszonylag csekély beruházási igénye és olcsóbb üzeme. Azonban egy korabeli mondás szerint: "a kerékpár is olcsóbb, mint a gépkocsi, de azzal nem is versenyezhet..." Azokban az években a szén ára növekedett, a dízelüzemanyag viszont (egészen az 1970-es évek olajválságáig) még rendkívül olcsó volt. Egy 1954. évi SNCF-vizsgálat szerint a gazdaságos villamosítás teljesítményhatárai: gőzüzem 6-700 t/év szén, dízelüzem 80-95 m3 üzemanyag, villamos üzem 300-350 kW/vonalkm/év. Ennek a meggondolásnak az alapján dízelesítették a 60-as években a gyenge forgalmú vonalakat.
Így jelent meg több évtizedre a gőzüzem helyébe lépő 853 db SNCF BB 63000 sorozatú dízelmozdony, s az a maga 600, illetve később 825 LE teljesítményével nehéz tehervonatoknál, továbbá személy- és sebes-vonatoknál váltotta le a gőzmozdonyokat.
A villamosítás előrehaladtával azonban, a fővonalakon feleslegessé vált nagy gőzmozdonyok a kisebb teljesítményt igénylő vonalakra szorultak vissza, és kezdték ezért erről a területről a SNCF BB 63000 sorozatú mozdonyokat kiszorítani. Így e mozdonyok megjelentek a nehéz tolató-, iparvágányi valamint mellékvonali szolgálatban és olyan személyforgalomban, ahol 80 km/h maximális sebességük még megfelelt. A 60-as évektől kezdve helyezték üzembe a SNCF BB 66000 sorozatú mozdonyokat (teljesítményük kezdetben 750 kW, majd 830 és 890 kW, maximális sebesség 105, később 120 km/h); 17 t tengelyterhelésükkel az egész hálózatra alkalmasak voltak.
A nagy dízelvontatás javára történő döntés az 1952-1953 években annak megállapításával történt, miszerint a "vonali dízelvontatás franciaországi, kilométerenkénti üzemanyagköltsége a gőzüzemével azonos nagyságrendű", s a dízelüzem olyan mértékben lehet kedvezőbb, amennyiben a vezetési, a karbantartási költségek, és a vételár csökken. 1954-ben úgy vélték, hogy szó lehet 1500-1700 LE-s (1102-1250 kW) mozdonyokkal folytatandó vonali dízelüzem bevezetéséről; ekkor már folyamatban volt a SNCF CC 64000 és SNCF CC 65000 mozdonyok fejlesztése. Az akkori szűk piaci viszonyok között a vonali dízelmozdonyok beszerzése nem lehetett gazdaságos vételár kérdése. 1953-ban a közlekedési miniszterek konferenciája azt ajánlotta, hogy az ORE dolgozzon ki ajánlásokat az európai vasutak dízelmozdony-beszerzései számára.
A vonali dízelmozdonyoknak a lassú motorok és a nehézkes villamos erőátvitel ellenére, továbbá a vonat-fűtés megoldásával együtt a gőzmozdony-üzemben létező 1400-1500 LE (1029-1102 kW) vonóhorog-teljesítményt csak mintegy 110 t szolgálati tömeggel (AIA-AIA vagy CC tengelyelrendezés) lehetett megvalósítani. Az 1950-es évek második felében jelentek meg a két feltöltött, 12 hengeres MGO V-motorú, összesen, 1330 kW teljesítményű, 112 tonnás, 130 km/h sebességű, (később SNCF 65000 sorozatjelű) mozdonyok, melyek előfutára 1955-ben, a 120 tonna saját tömegű, 1472 kW motorteljesítményű, későbbi SNCF CC 64000 mozdony volt.
Az 1960-as években jelentős fejlődést ért el a motorkonstrukció. A rendelkezésre álló tér jobb kihasználását segítette a V-motorok használata. A motorteljesítmények 825 LE-ről 3600 LE-re (606-2647 kW) növekedtek a kedvezőbb liter- és hengerteljesítmény révén. Az 1960-as évek végén az SNCF CC 72000 mozdonyokba épített AGO motor 4000 LE-t (2941 kW) teljesített.
Az 1960-as évek, tehát az útkeresés idejét is jelentették. Két érdekes prototípus készült. A kétmotoros, hidraulikus erőátvitelű 84 tonnás SNCF BB 69000 mozdony összes motorteljesítménye 3000 kW volt; később költségcsökkentés miatt a két motor által közösen hajtott elektromos erőátvitelre tértek át. Hasonló volt a sorsa a két SNCF CC 70000 sorozatú, 117 t-s, 3500 kW-os prototípusnak, melyek későbbi elektromos erőátvitele két háromtengelyes monomotoros forgóvázat hajtott. Ez utóbbinál a generátor sztátora és rotora ellentétes irányban forgott. Az ebből származó súlymegtakarítás következtében a fajlagos teljesítmény dízelüzemben kiemelkedő értékű: 30 kW/t volt. Korszerű villamosmozdonyoknál ez az érték 40-60 kW/t.
A két kísérleti típus azonban bonyolultsága miatt nem volt általános bevezetésre alkalmas, s a szerzett tapasztalatok alapján épült SNCF BB 67000 és SNCF CC 72000 esetében ez az érték már ismét nem haladta meg a 20 kW/tonnát.
Az SNCF-nek döntenie kellett: a nem villamosított vonalain vagy bonyolult és nehéz dízelmozdonyokat alkalmaz, vagy pedig tudomásul veszi az egyszerűbb mozdonyokkal járó esetleges kettős (sőt többes) vontatási igényt. Egyértelmű döntés azonban akkor nem született.
Az olcsó atomenergia terjedése általában veszélyezteti a vasúti dízelüzemnek - az 1973. évi olajválság által már amúgy is bizonytalanná vált - jövőjét, hiszen a villamosított vonalakat tápláló erőművek olcsó energiát szolgáltatnak. Kockázatos lett tehát a dízelüzembe történő nagyobb befektetés.
Az 1960 - 64 közötti időszak prototípusainak örököseiként mára csak az AIA-AIA SNCF BB 68000 és a SNCF BB 67000 mozdonyok maradtak.
Ezek sohasem voltak a "jövő mozdonyai", bizonyos gőzmozdonytípusok konkrét pótlására születtek. A BB 67000 hosszú karrierjét SEMT 16 PA V motorjának köszönheti, mert e könnyű és gyorsjárású motorok tették lehetővé a BB monomotoros tengelyelrendezést. E mozdonyok 140 km/h sebessége tette lehetővé a nem villamosított vonalakon a gőzüzem felszámolását.
Az SNCF CC 72000 volt az SNCF által kifejlesztett utolsó vonali dízelmozdonytípusa. Utána a fejlesztési munka ezen a területen voltaképpen befagyott. Ez a típus, teljesítmény szempontjából a nagy teljesítményű mozdonyok határát alulról közelíti meg. További teljesítménynövelés csak súlyos konstrukciós és üzemi nehézségek árán lett volna lehetséges. 1967-től lehetővé vált 16 hengeres 2650 kW-os SACM ESHR típusú "V 16" motorok szállítása. A hengerszám további növelése talán 4-5000 kW teljesítmény elérését is lehetővé tenné. Ezek azonban mind a mai napig álmok. A dízelüzemben egyébként természetesen a villamos fűtés igénye is a vontatási teljesítményt csökkenti. Az SNCF döntése szerint megfelelő az egyetlen motoros, háromfázisú/egyenáramú erőátvitelű, 2650 kW teljesítmény. Így született a CC 72000 mozdonytípus. Egy-egy mozdonyon 3000 kW-nál nagyobb teljesítményű motorokkal is történtek próbálkozások, sőt egy 3000 kW-os BB mozdony gondolata is felvetődött, azonban az 1973. évi olajválság óta egy ilyen irányzat lényegében elvesztette gazdasági jogosultságát.

## A dízelvontatás helyzete napjainkban
Franciaországban ma a következő a helyzet: a vontatási költségek annál veszélyesebben halmozódnak, mennél inkább olyan vonalról van szó, amely gazdaságilag törékeny (veszteséges). Kényes gazdasági helyzetben levő vonalakon a dízelesítés utolsó segítség lehet, de átmeneti megoldást is jelenthet egy-egy, már villamosított vonal meghosszabbítására várakozva. Az első esetben közepes teljesítményű mozdonyok is megfelelnek, a második esetben nagy teljesítményű mozdonyok szükségesek.
Az olyan teljesítményű mozdonyok, mint az SNCF BB 67000 és az SNCF CC 72000, melyek elégtelen teljesítményük miatt sohasem voltak a remélt mozdonyok - jóllehet megfelelnek a haldokló vonalak életben tartására - a villamosított vonalak folytatásain történő felhasználásra nem igazán alkalmasak.
A villamosított és a dízelesített SNCF vonalak üzemének gazdasági mutatóit rendkívül érdekesen mutatja be az a két összehasonlítás, melyek közül az első az 1969. évi (tehát még az 1973-74. évi nagy olajválság előtti), a másik pedig az 1974-es, tehát az olajválság utáni viszonyokat tükrözi.
1974-ben, a két korszerű vontatási nem összköltségéből 75,6% volt a villamos- és 24,4% a dízelüzem költsége. Valószínű, hogy ez utóbbi arány azóta valamelyest növekedett is, mert időközben a dízelüzem, az eltűnt gőzüzem feladatait is átvette. A dízelüzemen belül az üzemanyag költség számlája - az olajválság eredményeképpen - ugyan 13%-ról 24,3%-ra növekedett, azonban a dízelüzemnek a villamos üzemhez viszonyított összköltsége ennek ellenére 170%-ról 148%-ra csökkent. Ez utóbbinak egyik oka a dízelmotorok kiemelkedően kiváló hatásfoka, a másik pedig az SNCF igazgatásában végrehajtott racionalizálás.
Befejezésül megállapítható, hogy a csekélyforgalmú vonalak létezése szükséges ahhoz, hogy a nagy forgalmú vonalakkal együtt egy összefüggő hálózati struktúra a jövőben is létezzen; e kisforgalmú vonalak villamosítása nem volna gazdaságos, ezért azok a jövőben is igénylik egy gazdaságos dízelüzem fenntartását.